# Abdullah (bok)
Abdullah: Sångaren från Beda och andra berättelser för barn är en barnbok av Amanda Kerfstedt, första gången utgiven 1908 på förlaget P.A. Norstedt & Söner. Verket kom att bli hennes sista barnbok och översattes efter hennes död till finska år 1923.